# 장먼시
장먼(강문, 중국어: 江门, 병음: Jiāngmén)은 중화인민공화국 광둥성 남부의 지급시로 주강 삼각주 서부에 있다. 장먼 지구는 또한 5읍, 4읍 등으로 불리기도 하며, 면적은 9535km2이고, 장먼은 주강 삼각주 지역의 1/4에 해당한다. 인구는 483.5만명이고 그중 외지 인구는 200.9만명에 이른다. 시구의 인구는 133만명이다. 장먼은 녹색 성시이기도 하다.

## 지리
도시는 서강 하류, 주강 삼각주의 서쪽에 위치한다. 남쪽으로 남중국해에 면해있고 광저우 및 주하이와 고속도로로 100 km 떨어져있다.

### 기후
기후는 계절풍의 영향을 받는 아열대성 기후로 연평균 기온은 21.8 °C이고 연평균 강수량은 2000mm이다.
| Jiangmen (1981−2010)의 기후                    | Jiangmen (1981−2010)의 기후 | Jiangmen (1981−2010)의 기후 | Jiangmen (1981−2010)의 기후 | Jiangmen (1981−2010)의 기후 | Jiangmen (1981−2010)의 기후 | Jiangmen (1981−2010)의 기후 | Jiangmen (1981−2010)의 기후 | Jiangmen (1981−2010)의 기후 | Jiangmen (1981−2010)의 기후 | Jiangmen (1981−2010)의 기후 | Jiangmen (1981−2010)의 기후 | Jiangmen (1981−2010)의 기후 | Jiangmen (1981−2010)의 기후 |
| 월                                             | 1월                         | 2월                         | 3월                         | 4월                         | 5월                         | 6월                         | 7월                         | 8월                         | 9월                         | 10월                        | 11월                        | 12월                        | 연간                        |
| ---------------------------------------------- | --------------------------- | --------------------------- | --------------------------- | --------------------------- | --------------------------- | --------------------------- | --------------------------- | --------------------------- | --------------------------- | --------------------------- | --------------------------- | --------------------------- | --------------------------- |
| 역대 최고 기온 °C (°F)                         | 27.8 (82.0)                 | 29.4 (84.9)                 | 31.6 (88.9)                 | 34.0 (93.2)                 | 36.1 (97.0)                 | 37.6 (99.7)                 | 38.3 (100.9)                | 37.7 (99.9)                 | 37.4 (99.3)                 | 34.5 (94.1)                 | 32.4 (90.3)                 | 30.5 (86.9)                 | 38.3 (100.9)                |
| 일평균 최고 기온 °C (°F)                       | 18.3 (64.9)                 | 19.1 (66.4)                 | 21.9 (71.4)                 | 26.0 (78.8)                 | 29.7 (85.5)                 | 31.4 (88.5)                 | 32.7 (90.9)                 | 32.6 (90.7)                 | 31.2 (88.2)                 | 28.6 (83.5)                 | 24.4 (75.9)                 | 20.2 (68.4)                 | 26.3 (79.4)                 |
| 일일 평균 기온 °C (°F)                         | 14.3 (57.7)                 | 15.3 (59.5)                 | 18.2 (64.8)                 | 22.4 (72.3)                 | 25.7 (78.3)                 | 27.6 (81.7)                 | 28.5 (83.3)                 | 28.4 (83.1)                 | 27.2 (81.0)                 | 24.6 (76.3)                 | 20.2 (68.4)                 | 15.9 (60.6)                 | 22.4 (72.3)                 |
| 일평균 최저 기온 °C (°F)                       | 11.4 (52.5)                 | 12.8 (55.0)                 | 15.7 (60.3)                 | 19.9 (67.8)                 | 23.0 (73.4)                 | 24.9 (76.8)                 | 25.5 (77.9)                 | 25.4 (77.7)                 | 24.4 (75.9)                 | 21.7 (71.1)                 | 17.2 (63.0)                 | 12.8 (55.0)                 | 19.6 (67.2)                 |
| 역대 최저 기온 °C (°F)                         | 2.4 (36.3)                  | 2.5 (36.5)                  | 3.3 (37.9)                  | 8.6 (47.5)                  | 15.4 (59.7)                 | 18.0 (64.4)                 | 22.3 (72.1)                 | 21.8 (71.2)                 | 16.6 (61.9)                 | 10.7 (51.3)                 | 4.9 (40.8)                  | 1.8 (35.2)                  | 1.8 (35.2)                  |
| 평균 강수량 mm (인치)                          | 34.0 (1.34)                 | 60.6 (2.39)                 | 65.6 (2.58)                 | 182.5 (7.19)                | 253.6 (9.98)                | 317.9 (12.52)               | 257.5 (10.14)               | 289.2 (11.39)               | 214.7 (8.45)                | 68.3 (2.69)                 | 37.8 (1.49)                 | 26.5 (1.04)                 | 1,808.2 (71.2)              |
| 평균 상대 습도 (%)                             | 71                          | 79                          | 82                          | 84                          | 83                          | 84                          | 82                          | 82                          | 79                          | 72                          | 67                          | 65                          | 78                          |
| 출처: China Meteorological Data Service Center |                             |                             |                             |                             |                             |                             |                             |                             |                             |                             |                             |                             |                             |

## 역사
남송이 멸망한 애산 전투가 일어났다.
장먼은 원명대는 신회현의 관할이었으며, 영남 지방에 있어서 상업의 중심지로서 번창했다. 중화민국 시대가 되면서 1925년에 성할시로 지정되었지만, 1931년에 시의 제도가 폐지되어 다시 신회현의 관할이 되었다.
1951년에 시로 공포되었고 후에 타이산, 카이핑, 신후이, 언핑, 허산을 관할하는 쓰이 지방의 행정 수도가 되었다.

## 경제
장먼은 중국 정부에 의해 전국적인 정보 프로그램을 위한 시범 도시로 채택되었다. 세계은행의 중국 2003년 투자환경보고서에 따르면 장먼은 상하이, 항저우, 다롄에 이어 중국의 평가절하된 23개의 도시 중 4위를 차지했다. 다양한 지표들에서 장먼은 도시기반시설, 잉여 노동력, 모든 회사들 중 합작투자회사의 비율, 비공식적인 정부의 지불, 과세, 생산성, 투자율이 우수한 것으로 나타났다.
장먼의 경제 개발 전략은 북부, 남부, 중부 라인의 세 개의 도시 구에 초점을 맞추고 있다. 이것은 네 개의 경제 구역(중앙 도시구, 인저우 호(銀州湖) 경제구역과 다양한 수송 축을 따라 위치한 두 개의 경제 구역)을 개발하는 계획이다.

### 제조업
주강 삼각주 서부의 다른 도시들과 유사하게 제조업 분야는 장먼 경제에 중요한 역할을 한다. 주요 산업으로 방직업과 스테인리스 철강제품 생산 뿐만 아니라 오토바이, 가전제품, 전자, 제지, 식품 가공, 합성 섬유와 의복 제조업이 있다. 하오줴 오토바이, 징링 선풍기/세탁기, 빈다 화장지, 탭핸들, ABB 그룹을 포함한 전 세계적인 상표의 공장들이 장먼에 있다.

### 장먼 항
장먼 항은 광둥 성에서 두 번째로 큰 하항이다. 지역 정부는 해양 기반 경제 뿐만 아니라 석유화학과 기계 공장을 포함한 항구 중공업지대를 개발할 계획이다.

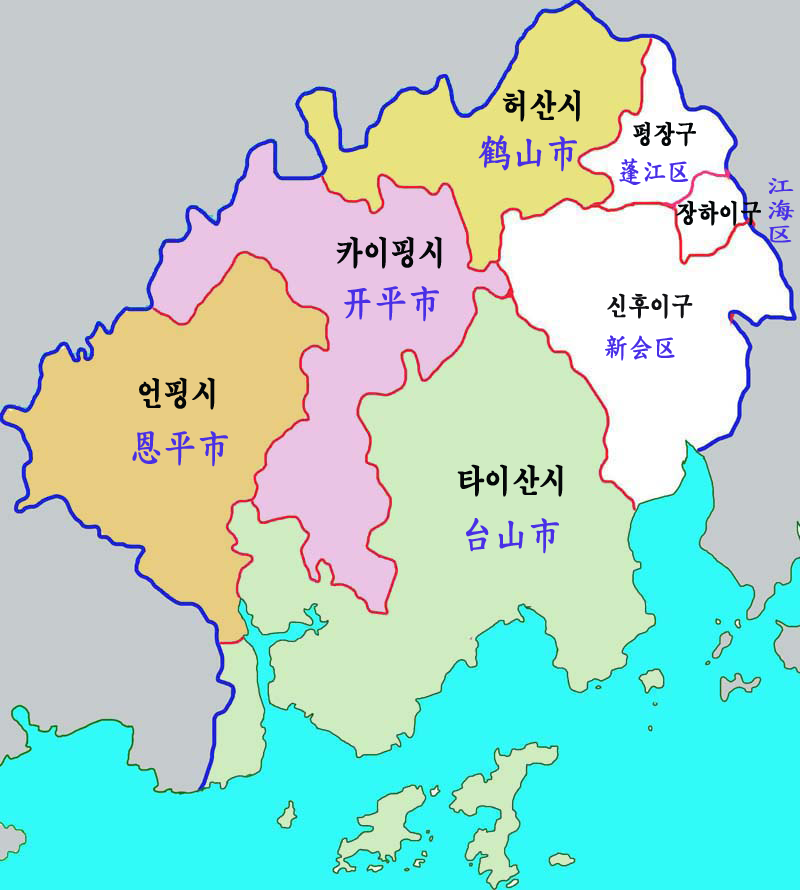
장먼의 행정 구역

## 행정 구역
3개의 시할구, 4개의 현급시를 관할한다.
시할구
- 펑장 구 (蓬江区)
- 장하이 구 (江海区)
- 신후이 구 (新会区)

현급시
- 타이산 시 (台山市)
- 카이핑 시 (开平市)
- 언핑 시 (恩平市)
- 허산 시 (鹤山市)

## 자매 도시
- 미국 리버사이드
- 말레이시아 코타키나발루

## 같이 보기
- 주강 삼각주